# Piskamojärvi
Piskamojärvi är en sjö i Finland. Den ligger i kommunen Kuusamo i landskapet Norra Österbotten, i den nordöstra delen av landet, 700 km norr om huvudstaden Helsingfors. Piskamojärvi ligger 274,8 meter över havet. Den är 12,49 meter djup. Arean är 87,5 hektar och strandlinjen är 8,85 kilometer lång. Sjön  ingår i Koundaälvens huvudavrinningsområde. 